# Johann Baptist Kurz
Johann Baptist Kurz (* 18. Mai 1881 in Neumarkt in der Oberpfalz; † 18. Februar 1968 in Regensburg) war ein deutscher Geistlicher und Wolframsforscher.

## Leben
Nach der Priesterweihe 1907 war er Kaplan in Monheim. 1910 wurde er Kooperator in Lauterhofen und Präses des katholischen St. Josephs- und Gesellenvereins und 1912 Benefizium-Provisor in Eschenbach, 1913 Benefiziat ebenda. Nach der Promotion 1916 zum Dr. phil. wurde er 1917 Pfarrer in Altdorf und Vorsitzender des Zweckverbandes für Jura-Erschließungsstraßen. Von 1921 bis 1927 war er Direktor des Wirtschaftsverbandes der katholischen Geistlichen Bayerns in Regensburg. Nach der Promotion 1922 zum Dr. iur. utr. wurde er 1923 Stiftskanonikus des Kollegialstiftes Unserer Lieben Frau zur Alten Kapelle und Mitarbeiter des Bischöflichen Generalvikariats Regensburg. 1930 wurde er Ehrenbürger von Wolframs-Eschenbach und Vorsitzender des Landesverbandes Bayerische Siedlung. 1955 wurde er Dekan des Kollegialstiftes Unserer Lieben Frau zur Alten Kapelle. 1957 erhielt Kurz das Bundesverdienstkreuz 1. Klasse. 1960 wurde er Päpstlicher Hausprälat.

## Schriften (Auswahl)
- Die Eigenklöster in der Diözese Eichstätt. Eichstätt 1923, OCLC 721064023.
- Wolfram von Eschenbach. Ein Buch vom größten Dichter des deutschen Mittelalters. Ansbach 1930, OCLC 6731630.
- Oberpfälzisches Heimat- und Bauernbuch. Regensburg 1930, OCLC 72486777.
- Festschrift zum 700jährigen Jubiläum des Baues des Liebfrauenmünsters in Wolframs-Eschenbach. Wolframs-Eschenbach 1950, OCLC 174702203.